# ASPLOS
ASPLOS(The International Conference on Architectural Support for Programming Languages and Operating Systems)는 ACM(계산기 학회)의 SIGARCH(50%), SIGPLAN(25%), SIGOPS(25%)의 주최로 구성된 컴퓨터 구조 및 운영 체제 분야의 선도 학술 대회로 인정받고 있다.